# 模糊聚类
硬聚类（hard clustering）是指把数据点划分到确切的某一聚类中，如K-均值聚类。而模糊聚类（Fuzzy clustering，亦称软聚类，Soft clustering）中，数据点则可能归属于不止一个聚类中。这些聚类与数据点通过一个成员水平（实际上类似于模糊集合中隶属度的概念）联系起来。成员水平显示了数据点与某一聚类之间的联系有多强。模糊聚类就是计算这些成员水平，按照成员水平来决定数据点属于哪一个或哪些聚类的过程。
模糊C-均值算法（FCM）是应用最为广泛的模糊聚类算法之一。详见模糊C-均值算法。

## 与硬聚类的对比
非模糊聚类（硬聚类）会将数据分到不同类别中，即每个数据仅属于一个确定的类别。模糊聚类会将数据点分到多个可能的类别中。例如，一个苹果可以是红的或绿的（硬聚类）；一个苹果可以是红的和绿的（模糊聚类）。这个苹果可能是某种程度的红同时另一种程度的绿。与苹果是绿的而非红的（green=1，red=0）相比，苹果可以既绿又红（green=0.5，red=0.5）。这些值被归一化到0-1之间，但它们并非概率，因此并不需要相加为1。